# Dionysius Exiguus' paastabel
Dionysius Exiguus' Paastabel is de paastabel (tabel ter bepaling van de datum van Paaszondag) die omstreeks het jaar 520 door Dionysius Exiguus werd geconstrueerd. Hij verkreeg zijn paastabel (betrekking hebbend op de jaren 532 tot en met 626) door gebruik te maken van een patriarch Kyrillos van Alexandrië. Die aan Kyrillos toegeschreven paastabel (betrekking hebbend op de jaren 437 tot en met 531) was rond het jaar 440 verkregen door een door middel van extrapolatie uit rond het jaar 300 geconstrueerde Alexandrijnse paastabellen verkregen paastabel aan de juliaanse kalender aan te passen. Dionysius Exiguus, op zijn beurt, verkreeg zijn paastabel door middel van extrapolatie uit de aan Kyrillos toegeschreven paastabel. Het grote historische belang van Dionysius Exiguus’ paastabel is tweeledig:
1. uit deze paastabel kon uiteindelijk Beda Venerabilis' Paascyclus worden ontwikkeld waardoor alle toekomstige juliaanse data (i.e. data van de juliaanse kalender) van Paaszondag definitief konden worden vastgesteld (als in kolom G van Dionysius’ tabel);
2. met zijn paastabel introduceerde Dionysius Exiguus en passant de Christelijke jaartelling (zie kolom A van Dionysius' tabel waarnaar verwezen wordt in de externe link), die twee eeuwen later door Beda Venerabilis in gebruik zou worden genomen als een coherent systeem voor het dateren van historische gebeurtenissen en uiteindelijk de huidige enige mondiaal in gebruik zijnde jaartelling zou worden.

In feite ging Dionysius als volgt te werk: Hij stelde twaalf maan-maanden op 354 dagen en een zonnejaar op 365 dagen. Dat verschil van 11 dagen, betekent dat als het in een gegeven jaar op 1 januari nieuwe maan is, de maan op 1 januari van het volgend jaar 11 dagen oud is. Het jaar daarop 22 dagen, en het jaar daarop 3 dagen (33 min de maancyclus van 30) vervolgens 14 enz. Na 19 jaar (en een dag, maar die werkte Dionysius aan het eind van de cyclus weg), is het op 1 januari weer nieuwe maan. Het jaar 532 was voor Dionysius belangrijk, omdat het deelbaar was door 19, en hij zag dat als het jaar deelbaar is door 19, het op 1 januari nieuwe maan is. Het vinden van de ouderdom van de maan in elk jaar (de epacta) is daarmee makkelijk te vinden. Deel eerst het jaartal door 19, neem de rest van die deling en tel daar één bij op. Dit getal heet (sinds de dertiende eeuw) het gulden getal. Bij een gulden getal van 1 hoort een epacta van 11; bij een gulden getal van 2 een epacta van 22. Als de schijngestalte van de maan op 1 januari bekend is, dan kon Dionysius die natuurlijk ook uitrekenen voor 21 maart, en dus de eerstvolgende volle maan. (Verder paste hij nog wat correcties toe om de berekende maan in de pas te houden met de astronomische maan.
De eerste zondag van het jaar vond Dionysius met een soortgelijke berekening. Zondagen in de juliaanse kalender hebben een cyclus van 28 jaar. Aangezien 52 weken 364 dagen hebben en een jaar 365, schuift de eerste zondag van januari steeds een dag naar achteren (in het jaar dat volgt op een schrikkeljaar zijn dit twee dagen, aangezien schrikkeldag uiteraard pas op 29 februari valt). Na 28 jaar is de cyclus voltooid. Omdat 1 januari 532 een donderdag was, geldt de regel dat als een jaartal door 28 deelbaar is, 3 januari een zondag is. Rekening houdend met schrikkeldagen kon Dionysius zo verder rekenen. Zijn hele systeem werd echter in de war gegooid in 1582 vanwege de kalenderhervormingen van paus Gregorius XIII
In het Europa van de vroege middeleeuwen kende niemand het cijfer of het getal nul. Niettemin wekt de aanwezigheid van het Latijnse woord ‘nulla’ in de derde kolom van zijn paastabel (zie externe link) de indruk dat Dionysius Exiguus dat belangrijke getal moet hebben gekend. Er is echter niets waaruit we dat zouden kunnen afleiden. Men moest in het middeleeuwse Europa tot in de dertiende eeuw wachten eer men de beschikking kreeg over het getal nul.